# Acritoptila globosa
Acritoptila globosa är en nattsländeart som beskrevs av Wells 1982. Acritoptila globosa ingår i släktet Acritoptila och familjen smånattsländor. Inga underarter finns listade i Catalogue of Life.